# Jerezano
Luis Parra García "Jerezano", torero andaluz nacido en Jerez de la Frontera el 12 de febrero de 1940.

## Historia
Toma la alternativa en su ciudad natal el 1 de mayo de 1964, de manos de Miguel Báez Espuny "El Litri", que le cedió la muerte del toro Insensato, de Bohórquez, confirmándola en Madrid, apadrinado por Gregorio Sánchez, el 29 del mismo mes y año.

## Modos
Torero serio, de compás abierto; Una figura del toreo antiguo.